# Pantherophis bairdi
Pantherophis bairdi là một loài rắn trong họ Rắn nước. Loài này được Yarrow mô tả khoa học đầu tiên năm 1880.

## Hình ảnh

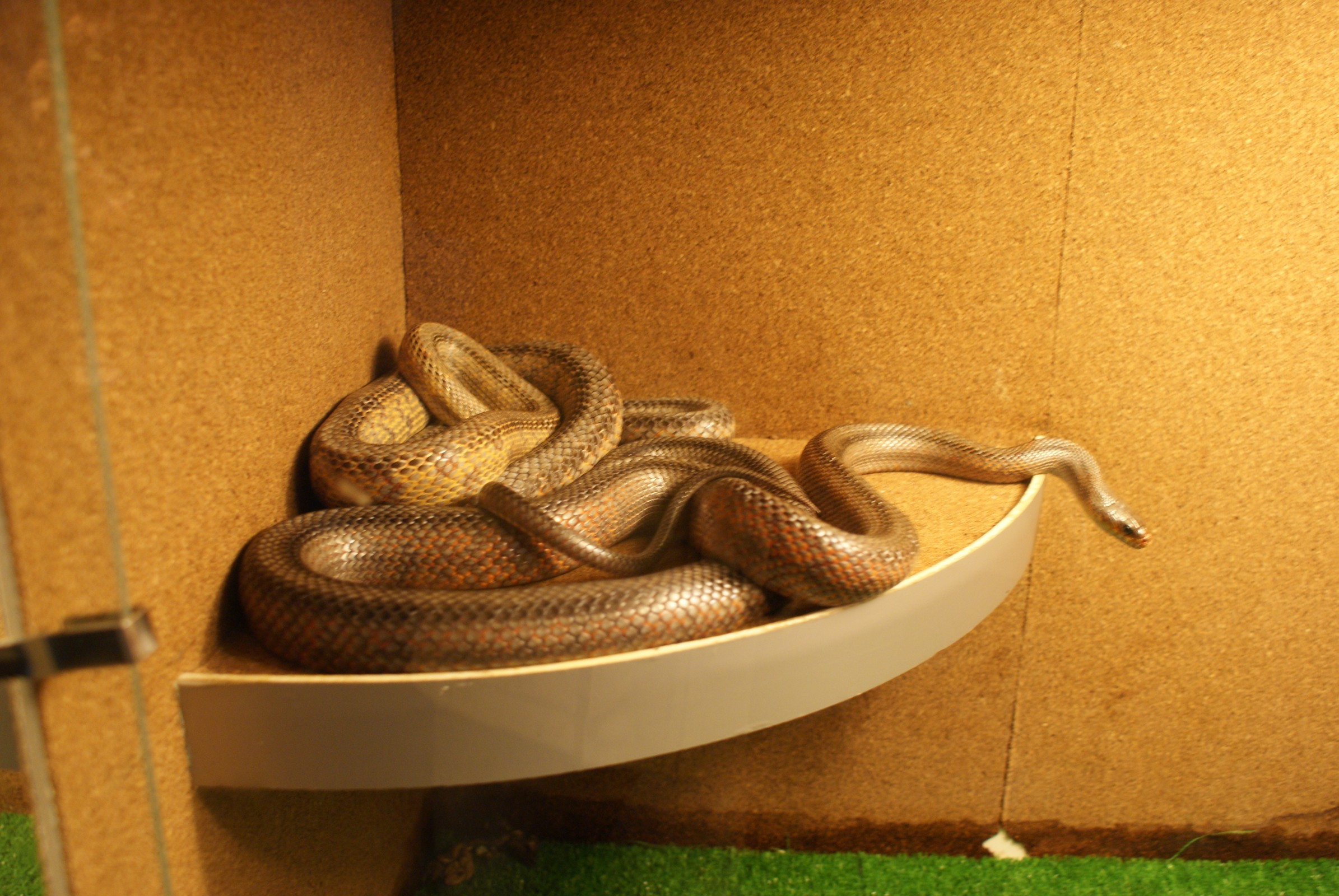
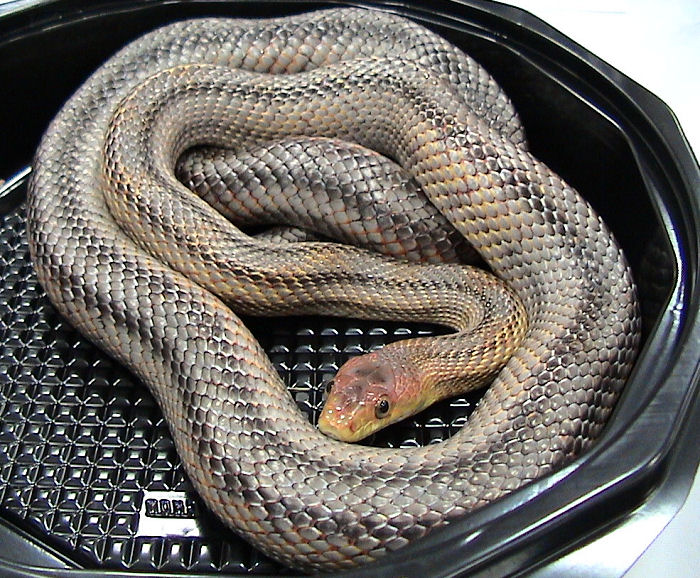
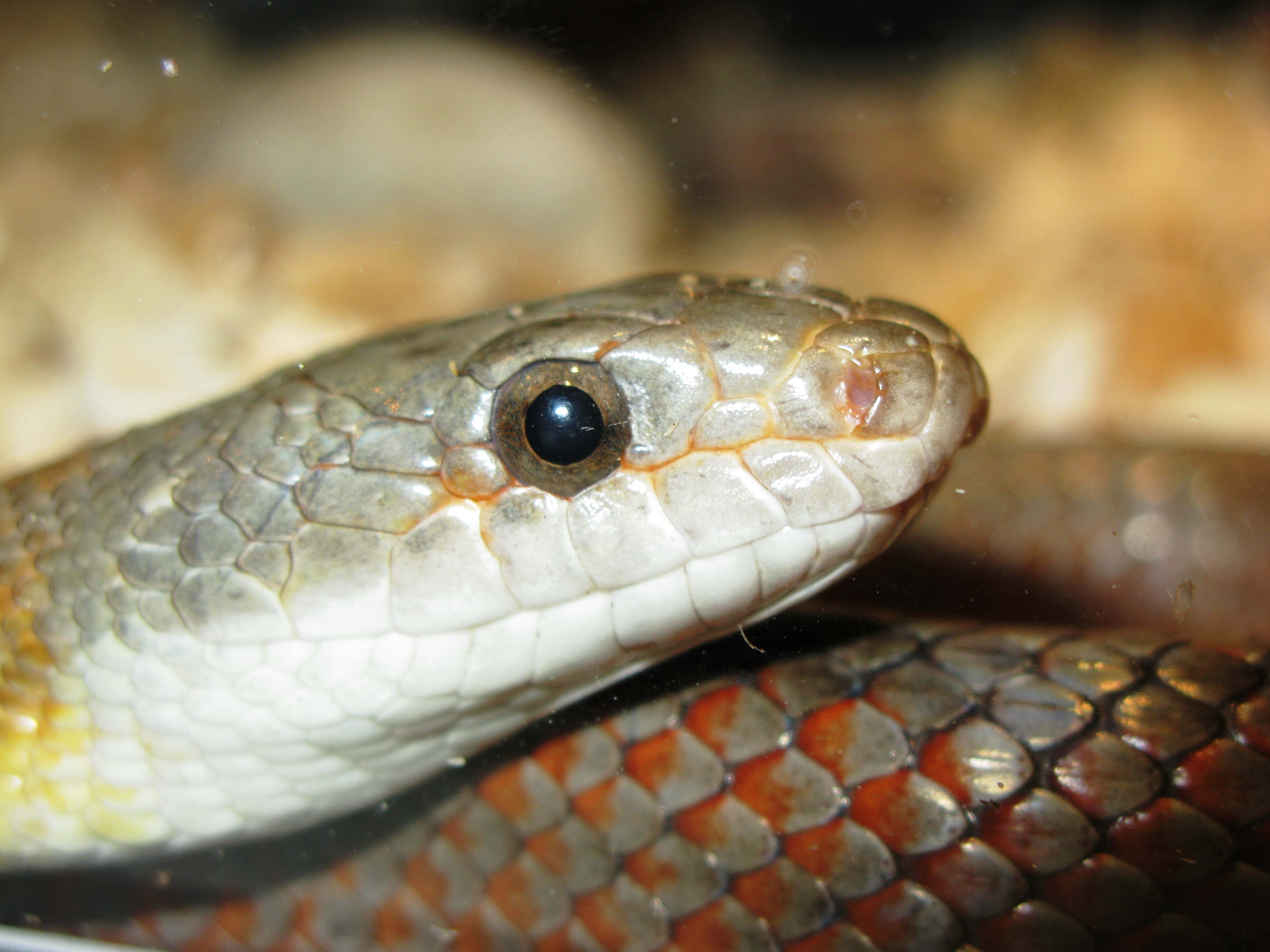